# Центристская концепция образования Великого княжества Литовского
Центристская концепция (также «белорусско-литовская», «литовско-белорусская», «литовско-русская», компромиссная) — историографическая концепция, которая рассматривает Великое княжество Литовское как многонациональное государство, сложившееся на балто-славянской основе. Такую трактовку изначально выдвинули представители западнорусизма, а затем развили белорусские учёные. Согласно мнению сторонников концепции, государство возникло как объединение военной мощи балтских племён (предков современных литовцев) и культурных достижений населения Западной Руси (предков современных белорусов и украинцев). Подчёркивается мирный характер перехода вторых под власть первых.
На сегодняшний день концепция укрепилась в официальном историческом нарративе Белоруссии. Её также разделяют некоторые российские, польские и литовские исследователи.

## Видение и трактовка темы
Центристская концепция связывает генезис Великого княжества Литовского с балто-славянским взаимодействием в Верхнем и Среднем Понеманье: дреговичей с ятвягами и кривичей с аукштайтами. Именно этот регион сторонники определяют как место зарождения державы. Здесь возникло несколько славянских городов, включая Волковыск, Новогрудок, Гродно, Слоним. Подчёркивается мирный характер контактов с балтским населением, а тезис о балто-славянском противостоянии в регионе считается стереотипом. По мнению сторонников, за несколько столетий взаимодействия в крае сформировались стабильная этно-культурная система. Ссылаясь на письменные источники они приводят примеры приглашения в славянские города князей-балтов, отмечая, что нет зафиксированных случаев, когда подобное происходило путём военного захвата.
Непосредственное формирование государства сторонники концепции связывают с возникновением у литовцев предпосылок государственности, стремлением белорусских земель преодолеть феодальную раздробленность и консолидироваться, внешним угрозам в лице крестоносцев и татаро-монголов. Предполагается, что произошло объединение военной мощи балтов с культурными достижениями восточных славян. Литовский этнос в XIII—XIV вв. был на подъёме, являясь более молодым и энергичным. В то же время русские княжества оказались в кризисе из-за раздробленности, нуждаясь в энергичных и волевых людях.
Как заявлялось, создание ВКЛ началось с деятельности Миндовга. В междоусобной борьбе за власть он потерпел поражение и был вынужден бежать из первоначальной Литвы (в то время под топонимом, предположительно, понимались балтские земли на северо-западе современной Белоруссии и юге современной Литвы) в Новогрудок. Местное население выбирает Миндовга своим князем и ставит перед правителем задачу расширить территорию княжества за счёт соседней Литвы.
Тезис о покорении литовцами белорусов как основное в становлении государства был отвергнут концепцией. Тем не менее, расширение территориальных владений через военные захваты не отрицается, а лишь ставится в один ряд с другими вариантами экспансии, например, брачными союзами, договорами и прочим. Утверждается, что в XIII—XIV вв. решающую роль в создании и развитии страны играли как западнорусские, так и литовские феодалы. Однако в XV—XVI вв. установилось господство элиты славянского происхождения. Великое княжество Литовское воспринимается как полиэтническое государство, где правящая династия происходила из балтов, а основное население составляли славяне.
Остальные позиции, а именно «белорусская» и «литовская» концепции, критикуются за то, что государственность не рассматривается как политическое образование, совокупность политических институтов, а сводится к территории, языку и другим этническим признакам. Представители данной трактовки отказываются воспринимать княжество как механизм доминирования одной этнической группы над другой, поскольку период его существования относится к донациональной эпохе, когда не существовало нынешних наций, а люди не мыслили в национальных категориях. Поэтому Великое княжество Литовское, с точки зрения концепции, вовсе не было государством определённого народа.
В пользу такой трактовки приводится особая специфика канцелярии, а именно двуязычие, где сосуществовали латынь и «русская мова» (в научных кругах также старобелорусский, западнорусский либо староукраинский) — один из литературно-письменных потомков древнерусского языка. В свою очередь литовский не обрёл такого статуса и долгое время даже не был письменным. Он оставался в обиходе у балтского простонародья. Иногда, возможно, им пользовались великие князья в разговорной речи, хотя знание родного языка у них было совсем не обязательным.

## История зарождения и развития
Древнейшие связи литовского народа были с русскими; через русский мир проникли к нему первые начала гражданственности, первые лучи христианства. Литовский народ льнул, так сказать, к русскому миру. Даже в то время, когда он господствовал над обширными русскими областями, он не только не утеснял русской народности, а напротив, охотно себе её усваивал, давал русскому языку права языка официального в своей собственной стране.
В полемической литературе первой половины XVIII века содержалась идея мирного характера включения земель Руси в литовское государство и гарантированного привилеями особого статуса для православной церкви и русской знати. На этой основе была сформирована «великорусская» версия происхождения ВКЛ, которая нашла своё отражение в работах историков последующих периодов, в том числе традиционной белорусской историографии XX—XXI веков.
Во второй половине XIX века углубленное изучение источников, новые концептуальные и методологические подходы содействовали вскрытию ранее неизвестного пласта информации. Был сделан вывод о том, что процесс присоединения территорий бывшей Руси не может быть объяснён исключительно завоевательной стратегией литовцев или ослаблением русских княжеств.
У исследователей-западнорусистов (вторая половина XIX — начало XX) появляется понятие «Литовско-русское государство». Представители данного течения акцентировали на роли «русского начала» державы. Среди таковых — Ф. Леонтович, М. Владимирский-Буданов, Н. Дашкевич, М. Довнар-Запольский, М. Любавский и другие. Последний в «Очерке истории Литовско-русского государства до Люблинской унии включительно» (1915) подчёркивал, что с самого начала ВКЛ было государством «не просто литовским, а литовско-русским». Под термином «русский» историк понимал восточнославянское население, проживавшее на бывших древнерусских землях, оказавшихся в составе ВКЛ. Учитывали восточнославянские земли в образовании и некоторые польские историки, например, Г. Пашкевич. В последующем в российской исторической науке название «Литовско-Русское государство» закрепилось за периодом до Люблинской унии 1569 года.
В брошюре В. Ластовского «Краткая история Беларуси» (1910) присутствовала версия о завоевании белорусских земель литовскими князьями Рингольдом и его сыном Миндовгом и указывалось, что после завоевания литовскими князьями белорусские земли утратили независимость. В то же время В. Ластовский считал, что ВКЛ оформилось как государство после закрепления литовских князей в Полоцке (в очерке в отношении страны применялся термин «Литовско-Кривичское государство»).
М. Довнар-Запольский в брошюре «Основы государственности Беларуси» (1919) назвал княжество «Литовско-Белорусским государством». Заявлялось о добровольном объединении Беларуси и Литвы. Столица ВКЛ Вильна была основана на белорусских землях. Как писал автор в последующих рукописях, успех распространения власти балтов объясняется тем, что литовцы и жители западнорусских земель «были хорошо знакомы друг с другом в результате прежних отношений», причём отношений мирного характера. Предки белорусов добровольно подчинялись власти иностранцев, обладавших военной силой, с целью защититься от крестоносцев и приостановить междоусобицы. Как считал историк, «литовцы появились не как завоеватели, а как элемент, вносивший определённый прочный правопорядок в народную жизнь». Более того, они не вмешивались в местные порядки и быстро подчинялись культурному влиянию славян.
В. Игнатовский в научно-популярном труде «Краткий очерк истории Беларуси» (1926) возникновение ВКЛ связывал с захватом литовским князем Миндовгом Чёрной Руси, положившим начало государству «не просто Литовскому, а Литовско-Белорусскому». Как писал учёный, «единство и согласие между литовским и русским элементами государства зависели от того, что Литовско-Белорусское государство было построено больше путём согласия, чем путём угнетения и войны». С точки зрения автора, значительное влияние на культуру оказывало Полоцкое княжество, так как «племя литвинов было небольшое, кроме того, в нём не было культурной силы».
В свою очередь В. Пичета придерживался идеи о завоевании. В монографии «История Литовского государства до Люблинской унии» (1921) и обобщающем труде «История белорусского народа» (1924) он заявил, что первоначальным ядром государства стали балтские земли. Впрочем, историк не отрицал, что держава по своей культуре была белорусской и оставалась таковой до середины XVI столетия.
В дальнейшем, так как в БССР закрепилось утверждение о завоевании литовцами белорусов и категорически отвергалось мнение о мирном вхождении, концепцию развивали белорусские эмигранты. А. Станкевич в монографии «Христианство и белорусский народ (попытка синтеза)» (1939) высказал мнение, что нахождение в составе государства имело большое значение для формирования и консолидации белорусской нации. Н. Шкелёнок в научной статье «Деление истории Беларуси на периоды» (1938) утверждал, что ВКЛ следует рассматривать как общее государство белорусов, литовцев и украинцев.
В начале 1968 годы в журнале «Полымя» была опубликована статья историка-правоведа И. Юхо с призывом рассматривать ВКЛ как белорусско-литовское государство. Исследователь отметил, что славянская культура имела высокий уровень развития, а термин «Литва» использовался для обозначения белорусских земель вплоть до конца XVIII века.
В постсоветский период концепцию развивал А. Кравцевич. Специалист назвал ядром формирования Великого княжества Литовского Верхнее и Среднее Понемонье. Данные земли в тот период являлись зоной балто-славянских контактов.

## Современный исторический нарратив
В 1992–1994 годах в Республике Беларусь проходили научные дискуссии относительно роли и места ВКЛ в процессе формирования белорусской государственности. В результате этих дискуссий было решено считать его «полиэтнической федерацией» и закономерным этапом развития белорусской государственности. В коллективном труде «Очерки истории Беларуси» прямо говорилось, что историческими правопреемниками державы являются белорусский и литовский народы, а ВКЛ на ранней стадии своего существования было «белорусско-литовским государством». В 2018 году центристкая концепция нашла своё отражение в концепции истории белорусской государственности. Призывы отдельных политиков считать княжество первоосновой белорусской государственности у историков поддержки не получили.
Литовская сторона считает ВКЛ исключительно своим проектом. Тем не менее, отдельные представители соглашаются с тем, что их предки сотрудничали со славянами, строя ВКЛ. Некоторые литовские и польские историки разделяют центристскую концепцию, в том числе Р. Камунтавичюс, Ю. Бардах, А. Бумблаускас и Э. Александравичюс. В российской исторической науке она продвигается через термин «Литовско-Русское / Русско-Литовское государство». Среди представителей концепции в России — А. Дворниченко, И. Данилевский, С. Думин и М. Кром. Часть российских исследователей отказалась от старых тез о стремлении белорусов воссоединиться с Россией и об русинско-литовской конфронтации внутри ВКЛ.

## Критика
Советская историография к подобной точке зрения относилась скептически. Уже первые историки Советского Союза критиковали своих коллег за «великодержавность». Л. Абецедарский, который считался крупным специалистом в области средневековой истории Белоруссии, в работе «В свете неопровержимых фактов» (1969) заявил, что «Великое княжество Литовское образовалось в XIII веке на территории собственно Литвы как государство литовских феодалов», а белорусские феодалы существенного влияния на политику этого государства не оказывали. Он крайне негативно оценивал попытки переоценить роль ВКЛ в развитии белорусской нации. По его мнению, подобное объяснялось попыткой противопоставить белорусов русским.
Литовский историк С. Лазутка отмечал, что Великое княжество Литовское — это государство «не «Русско-Литовское» или «Белорусско-Литовское» или как там ещё, а именно Литовское», критикуя советского коллегу В. Пашуто, который придерживался подобных взглядов. Литовские историки в ходе публичной дискуссии в Минске в 2013 году раскритиковали позицию белорусских исследователей по пункту о мирном сотрудничестве: поскольку литовцы в военном деле превосходили жителей белорусских земель, логично было бы предположить покорение славян.
Как писали белорусские критики концепции Л. Криштапович (доктор филологических наук) и В. Козляков (доктор исторических наук) в совместной статье «Квазиистория под видом истории белорусской государственности» (2019), в государстве очень быстро установилось «господство антирусской политической номенклатуры, которая ничего общего не имела с белорусской ментальностью». По их мнению, западнорусское население находилось в угнетённом положении. В качестве примера ими приводился эпизод из жизни князя Константина Острожского, который, будучи православным, был назначен великим гетманом. Однако католики выступили категорически против назначения Острожского из-за его конфессии. В конце концов, Сигизмунд I с большим трудом в виде исключения уговорил принять князя.
Центристская трактовка критиковалась российскими государственными СМИ, которые обозревали историческую политику в Белоруссии. В частности, EurAsia Daily обозначило данную трактовку как «националистическую».

## Комментарии
1. ↑  По мнению исследователя, кривичи легли в основу этногенеза белорусов.